# Dự án Second Storey
Dự án Second Storey (Tầng thứ hai), còn gọi là Dự án Second Story, Dự án Flying Saucers (Đĩa bay) và Dự án Theta, là một ủy ban được thành lập vào ngày 22 tháng 4 năm 1952 tại Canada, nhằm xử lý các tài liệu liên quan đến Đĩa bay.
Năm 1952, liên quan đến việc thành lập Dự án Magnet của Wilbert Smith tại Bộ Giao thông, ủy ban được thành lập bởi các thành viên của các cơ quan chính phủ khác và chỉ dành riêng để xử lý các báo cáo "đĩa bay". Ủy ban này được tài trợ bởi Ban Nghiên cứu Quốc phòng. Mục đích chính của nó là thu thập, lập danh mục và tương quan dữ liệu từ các báo cáo quan sát UFO.
- Có những báo cáo không có căn cứ rằng nghiên cứu này và hoạt động lẫn phát triển được phân loại cao khác, đã được chuyển đến một căn cứ MOD ở tận phía bắc, cách xa tai mắt của giới truyền thông.